# Vereniging Martijn
Die Vereniging MARTIJN war eine niederländische Organisation, die sich für die Akzeptanz und Legalisierung pädophiler Handlungen von Erwachsenen an Kindern einsetzte. Von 1986 bis 2006 gab die Vereinigung vierteljährlich das OK Magazine heraus. Die Abkürzung OK steht dabei für "Oudere-Kind" (Älterer-Kind).
Der Vorsitzende Ad van den Berg, der schon 1987 wegen Kindesmissbrauchs verurteilt wurde, wurde 2011 wegen des Besitzes von Kinderpornografie verhaftet und später zu drei Jahren Haft verurteilt.
Der Beschluss eines niederländischen Gerichts vom 27. Juni 2012, die Vereinigung zu verbieten, wurde in zweiter Instanz aufgehoben und ist nach höchstinstanzlichem Urteil wieder rechtsgültig. Am 18. April 2014 bestätigte der oberste Gerichtshof der Niederlande die Auflösungsverfügung.
Die Vereinigung legte 2014 eine Beschwerde gegen das Verbot beim Europäischen Gerichtshof für Menschenrechte ein. Diese wurde 2015 verworfen.